# Ам
Ам (фінік. 𐤀𐤌, досл. «народ») — народні збори у фінікійських містах-державах. Розглядали важливі державні справи — зазвичай за ініціативою царя чи адіри (ради старійшин), або ж у випадках, коли вищі посадовці не могли домовитися між собою. Зазвичай збиралися біля міської брами (звідси інша назва народних зборів — шар, буквально — «брама») — на відміну від грецької традиції збирати громадян на ринковій площі.